# Temporada 1996 de la Fórmula 3 Chilena
La temporada 1996 de la Fórmula Tres Chilena, fue la 24ª temporada del principal campeonato de monoplazas en Chile, se disputaron 10 fechas, que comenzaron el 14 de julio y finalizando el 15 de diciembre del presente año. Participando en las fechas organizadas por el Club ATC, que tuvo como socio televisivo a La Red, quien transmitió las fechas los domingos en diferido, horas después de su desarrollo.
A diferencia de la temporada anterior, hubo un leve aumento de participantes, debido a que la fórmula cuatro promocional, fue definitivamente terminada e incluida a la categoría principal. 8 fechas se realizaron en el autodromo de Las Vizcachas y 2 en el recientemente inaugurado autodromo Interlomas, en Temuco. Las fechas 4 fueron ganadas por el campeón defensor, Ramón Ibarra, 3 por Giuseppe Bacigalupo y con 1 fecha, pilotos que nunca habían ganado una carrera, Claudio Israel en la segunda fecha, Jimmy Mesquida en la novena y José Porcelli en la décima, este último quien disputó el título con Ibarra hasta la última fecha y quien tiene el récord de segundos lugares en una temporada con 6 en total, 5 de ellos consecutivos. 
Ramón Ibarra, obtuvo su tercer campeonato consecutivo, pero en esta ocasión tuvo una férrea resistencia de parte del piloto argentino, José Porcelli, quienes definieron el campeonato en la última fecha. El tercer lugar fue para el piloto Giuseppe Bacigalupo.

## Equipos y pilotos
| N°  | Piloto              | Motor   | Escudería                                                                         | carreras |
| --- | ------------------- | ------- | --------------------------------------------------------------------------------- | -------- |
| 1   | Ramón Ibarra        | Renault | Valvoline - Diario El Mercurio - Seguros La Interamericana                        | Todas    |
| 2   | Mauricio Perrot     | Renault | Pisos de Autos Wilson - Rosen - Servifren - Doggis - Ellus - Clipper - Liqui Moly | 1-2      |
| 3   | Giuseppe Bacigalupo | Renault | Pisos de Autos Wilson - Rosen - Servifren - Doggis - Ellus - Clipper - Liqui Moly | Todas    |
| 4   | Lino Pesce Jr.      | Renault | Esso Ultrón - Philips                                                             | 1-3      |
| 5   | Claudio Israel      | Renault | Esso Ultrón - Philips                                                             | Todas    |
| 6   | Alejandro Serrano   | Renault | Die Hard Baterías - Transportes Paso Nevado                                       | 1-3      |
| 7   | Julio Infante       | Renault | Esso Ultrón - Autojeda                                                            | 3-4      |
| 8   | Jimmy Mesquida      | Renault | Shell                                                                             | Todas    |
| 9   | Gonzalo Alcalde     | Renault | Pisco Capel - Diario el Día                                                       | 8-9      |
| 10  | Oscar Perrot        | Renault | Pisos de Autos Wilson - Rosen - Servifren - Doggis - Ellus - Clipper - Liqui Moly | 3-10     |
| 11  | Stenio Sotomayor    | Renault | Pisos de Autos Wilson - Rosen - Servifren - Doggis - Ellus - Clipper - Liqui Moly | 1-5      |
| 12  | Valentín Zúñiga     | Renault | Marisquería El Muelle                                                             | Todas    |
| 17  | Víctor Matthei      | Renault | Pisos de Autos Wilson - Rosen - Servifren - Doggis - Ellus - Clipper - Liqui Moly | 5-10     |
| 18  | José Porcelli       | Renault | Esso Ultrón - Juan Gac Rectificación                                              | Todas    |
| 19  | Cristián Elgueta    | Renault | Fensa                                                                             | 4        |
| 21  | Ilish Maisán        | Renault | Carnes Cerdicom - HB Seguros                                                      | Todas    |
| 22  | Mauricio Melo       | Renault | Pisos de Autos Wilson - Rosen - Servifren - Doggis - Ellus - Clipper - Liqui Moly | 1-4      |
| 23  | Patricio Naranjo    | Renault | Micro Aire Acondicionado                                                          | 2-10     |
| 24  | Manuel Rubio        | Renault | Pinturas Real - Lijas Isesa                                                       | Todas    |
| 27  | Carlos Loyola       | Renault | Valvoline - Loyola Turbos - Federal Mogul                                         | Todas    |
| 104 | Calixto Rubio       | Renault | Pinturas Real - Lijas Isesa - Pinturas Sipa                                       | Todas    |
|     | Martín Ferrer       | Renault |                                                                                   | 10       |

TEMPORADA
| Fº  | Día              | Circuito                | Ciudad   | Gran Premio | Ganador             |
| --- | ---------------- | ----------------------- | -------- | ----------- | ------------------- |
| 1º  | 14 de julio      | Autódromo Las Vizcachas | Santiago |             | Giuseppe Bacigalupo |
| 2º  | 18 de agosto     | Autódromo Las Vizcachas | Santiago |             | Claudio Israel      |
| 3º  | 1 de septiembre  | Autódromo Las Vizcachas | Santiago |             | Ramón Ibarra        |
| 4º  | 29 de septiembre | Autódromo Las Vizcachas | Santiago |             | Ramón Ibarra        |
| 5º  | 13 de octubre    | Base Aérea de El Bosque | Santiago |             | Ramón Ibarra        |
| 6º  | 3 de noviembre   | Autódromo Las Vizcachas | Santiago |             | Giuseppe Bacigalupo |
| 7º  | 10 de noviembre  | Autódromo Las Vizcachas | Santiago |             | Giuseppe Bacigalupo |
| 8º  | 23 de noviembre  | Autódromo Interlomas    | Temuco   |             | Ramón Ibarra        |
| 9º  | 24 de noviembre  | Autódromo Interlomas    | Temuco   |             | Jimmy Mesquida      |
| 10º | 15 de diciembre  | Autódromo Las Vizcachas | Santiago |             | José Porcelli       |

- Datos: Q56377874